# 今宵はモダン・ボーイ
『今宵はモダン・ボーイ』（こよいはモダン・ボーイ）はスターダストレビュー2枚目のオリジナル・アルバム。1982年6月25日に発売された。

## 解説
先行シングル「ブラックペッパーのたっぷりきいた私の作ったオニオンスライス」を含む1年ぶりのオリジナル・アルバム。

## 収録曲
特記以外作詞・作曲：根本要／全編曲：スターダストレビュー
1. 噂のアーパー・ストリート
  - 作詞：手島昭/きないのりこ
2. 今夜こ・れ・か・ら
3. ブラックペッパーのたっぷりきいた私の作ったオニオンスライス
  - 作詞：根本要/寺田正美
  - 3枚目のシングル
4. Moonlight Party
  - 作詞・作曲・メインボーカル：柿沼清史
5. I'm Getting On Without You
  - 作詞・作曲：三谷泰弘
  - 「ブラックペッパーのたっぷりきいた私の作ったオニオンスライス」B面
6. What A Nite!
  - 作詞・作曲：三谷泰弘
7. 村長さんの娘
8. 紅いハンカチ
  - 作詞：林紀勝
9. Monologue
  - 作詞・作曲・メインヴォーカル：三谷泰弘
10. Alone In The Morning
  - 作詞：根本要/きないのりこ
11. What A Nite!（LIVE VERSION:1988年2月26日）
  - 2002年以降再発盤のみに収録のボーナス・トラック

## 参加ミュージシャン
Alto Sax Solo：Jake H. Concepcion(6)